# Dirk Brietzke
Dirk Brietzke (* 14. Oktober 1964 in Geesthacht) ist ein deutscher Historiker.

## Leben
Dirk Brietzke wurde 1996 an der Universität Hamburg bei Arno Herzig mit einer sozialgeschichtlichen Untersuchung über die Arbeitsdisziplin und Armut in der frühen Neuzeit. Die Zucht- und Arbeitshäuser in den Hansestädten Bremen, Hamburg und Lübeck und die Durchsetzung bürgerlicher Arbeitsmoral im 17. und 18. Jahrhundert zum Dr. phil. promoviert. Danach arbeitete er für Museen und Zeitungen und als Lektor für Verlage. 2000 erhielt er eine Stelle als wissenschaftlicher Mitarbeiter der Arbeitsstelle für Hamburgische Geschichte am Historischen Seminar der Hamburger Universität.
Brietzke publiziert insbesondere zur hamburgischen Kultur-, Sozial- und Regionalgeschichte. Dabei beschäftigt er sich insbesondere mit der Geschichte der Sozialdisziplinierung und des Armenwesens. Gemeinsam mit Franklin Kopitzsch gibt er seit 2000 die Hamburgische Biografie heraus, für die er auch mehrere Personeneinträge verfasste. Weitere Beiträge sind im Hamburg Lexikon zu finden. Er ist Mitglied im Forschungsverbund zur Kulturgeschichte Hamburgs 1848 bis 1933.
Brietzke redigiert die Zeitschrift des Vereins für Hamburgische Geschichte, dessen Stellvertretender Vorsitzender er ist.

## Schriften (Auswahl)
- mit Franklin Kopitzsch, Rainer Nicolaysen (Hrsg.): Das Akademische Gymnasium. Bildung und Wissenschaft in Hamburg 1613 bis 1883 (= Hamburger Beiträge zur Wissenschaftsgeschichte. Band 23). Reimer, Berlin u. a. 2013, ISBN 978-3-496-02865-9.
- mit Rainer Nicolaysen (Hrsg.): Geschichte und Politik. Festschrift für Joist Grolle zum 80. Geburtstag. Verein für Hamburgische Geschichte, Hamburg 2012.
- mit Norbert Fischer, Arno Herzig (Hrsg.): Hamburg und sein norddeutsches Umland. Aspekte des Wandels seit der Frühen Neuzeit. Festschrift für Franklin Kopitzsch (= Beiträge zur Hamburgischen Geschichte. Band 3). DOBU-Verlag, Hamburg 2007, ISBN 978-3-934632-24-0.
- Arbeitsdisziplin und Armut in der frühen Neuzeit. Die Zucht- und Arbeitshäuser in den Hansestädten Bremen, Hamburg und Lübeck und die Durchsetzung bürgerlicher Arbeitsmoral im 17. und 18. Jahrhundert (= Beiträge zur Geschichte Hamburgs, Band 59), Verein für Hamburgische Geschichte, Hamburg 2000.